# Rétvári Bence
Rétvári Bence Máté (Budapest, 1979. december 10. –) magyar jogász, politikus, országgyűlési képviselő. 2014-től 2022-ig az Emberi Erőforrások Minisztériumának parlamenti államtitkára, miniszterhelyettese, 2022 májusától a Belügyminisztérium parlamenti államtitkára.

## Tanulmányok
A budapesti Piarista Gimnáziumban érettségizett 1998-ban. A Pázmány Péter Katolikus Egyetem Jog- és Államtudományi Karán szerzett jogi diplomát 2003-ban. Az egyetemen Kopits ösztöndíjas, a hallgatói önkormányzat elnöke. 2008-ban tette le jogi szakvizsgáját és kezdte meg ügyvédi tevékenységét Budapesten.

## Politikai pálya
2002-2010 között az Ifjúsági Kereszténydemokrata Szövetség elnöke. 2006 és 2010 között a Fővárosi Közgyűlés tagja. 2008-ban időközi választáson lett országgyűlési képviselő. A parlamentben másfél hónapig a gazdasági és informatikai bizottság tagja volt, majd átkerült a környezetvédelmi bizottságba. Utóbbi tagsága 2010-ben lejárt. Egyéni körzete a főváros 15. választókerülete, Budapest XI. kerület Újbuda belső része (Szentimreváros, Gellérthegy, Lágymányos). A 2010-es országgyűlési választásokon újfent ebben a körzetben nyert egyéni mandátumot.
Fővárosi képviselőként sikeresen kezdeményezte az ún. kisgyermekes bérlet bevezetését, mely a tanuló és nyugdíjas bérlettel egyező kedvezményt nyújt a kisgyermeket nevelő szülőnek. Szintén kezdeményezésére és közreműködésével épült fel az 1950 és 1953 között kitelepítettek központi emlékműve a budapesti Szarvas téren.
A Kereszténydemokrata Néppárt és a Fidesz tagja. 2010-től a KDNP országos alelnöke. A Fidesz választókerületi elnöke. A parlamentben 2008-ban és 2010-ben is a KDNP frakciójához csatlakozott. 2010-től 2014-ig a Közigazgatási és Igazságügyi Minisztérium államtitkára.
2014-től 2022-ig az Emberi Erőforrások Minisztériumának parlamenti államtitkára, miniszter-helyettese. Államtitkárként – civil javaslatra – előkészítette a jogalkotásban való társadalmi részvételről szóló törvényt (2010. évi CXXXI. törvény a jogszabályok előkészítésében való társadalmi részvételről), melyet az Országgyűlés 2010-ben elfogadott. Az Első Világháborús Centenáriumi Emlékbizottság tagja, illetve a magyarországi megemlékezések nemzeti koordinátora.
Aktívan részt vesz a Soros György, illetve az emberi jogi szervezetek ellen indított kampányban: egy országgyűlési képviselő kérdésére, hogy mi a kormány terve a kísérő nélküli menedékkérő gyermekek elhelyezésére vonatkozóan a fóti Gyermekközpont bezárása után, érdemi válasz helyett egy a civilszervezeteket gyalázó nyilatkozatot adott ki.
2019-es EP választások előtt két héttel, május 11-i sajtótájékoztatóján azt állította: "Brüsszel eljárásban kifogásolta a magyar kormány által bevezetni kívánt babaváró támogatás folyósítását... miközben ömlik a pénz a migránsokra" Mint utólag kiderült, ez nem igaz, az Európai Bizottság nem fogalmazott meg semmiféle álláspontot a magyar kormány babaváró támogatásával kapcsolatban.
2022-től a Belügyminisztérium parlamenti államtitkára, miniszterhelyettes.

## Magánélete
Első feleségétől elvált. Vagyonnyilatkozata alapján 2019-ben házasságban élt Scheuring Kittivel, a NIF Zrt. felügyelő bizottsági tagjával, közös gyermekük Patrik.